# L'Enfouisseur et son compère
L'Enfouisseur et son compère est la quatrième fable du livre X de Jean de La Fontaine situé dans le second recueil des Fables de La Fontaine, édité pour la première fois en 1678.

## Texte de la fable
Un Pince-maille avait tant amassé

Qu'il  ne savait où loger sa finance.

L'avarice,  compagne et sœur de l'ignorance,

       Le rendait fort embarrassé

       Dans le choix d'un dépositaire ;

Car  il en voulait un. et voici sa raison.

L'objet tente ; il faudra que ce monceau s'altère,

       Si je le laisse à la maison :

Moi-même  de mon bien je serai le larron.

Le  larron : quoi,  jouir, c'est se  voler soi-même !

Mon  ami, j'ai pitié de ton erreur extrême ;

        Apprends de moi cette leçon :

Le  bien n'est bien qu'en tant que l'on s'en peut défaire.

Sans  cela c'est un mal. Veux-tu le réserver

Pour  un âge et des temps qui n'en ont plus que faire ?

La  peine d'acquérir, le soin de conserver

Ôtent  le prix à l'or, qu'on croit si nécessaire.

         Pour se décharger d'un tel soin,

Notre  homme eût pu trouver des gens sûrs au besoin ;

Il  aima mieux la terre, et prenant son Compère,

Celui-ci  l'aide. Ils vont enfouir le trésor.

Au  bout de quelque temps, l'homme va voir son or :

        Il ne retrouva que le gîte.

Soupçonnant  à bon droit le Compère, il va vite

Lui  dire : Apprêtez-vous ; car il me reste encor

Quelques  deniers : je veux les joindre à l'autre masse.

Le  Compère aussitôt va remettre en sa place

        L'argent volé, prétendant bien

Tout  reprendre à la fois sans qu'il y manquât rien.

        Mais, pour ce coup, l'autre fut  sage :

Il  retint tout chez lui, résolu de jouir,

        Plus n'entasser, plus n'enfouir 

Et  le pauvre voleur, ne trouvant plus son gage,

        Pensa tomber de sa hauteur.

Il  n'est pas malaisé de tromper un trompeur.
— Jean de La Fontaine, Fables de La Fontaine, L'Enfouisseur et son compère, texte établi par Jean-Pierre Collinet, Fables, contes et nouvelles, Gallimard, « Bibliothèque de la Pléiade », 1991, p. 400